# Contribution aux poinçonnages
Lire en ligne

Lire sur Légifrance

La contribution aux poinçonnages est un impôt indirect français. Cette très ancienne taxe sur l'orfèvrerie s'est au fil du temps appelée droit de remède, droit de marque et de contrôle, droit de garantie et enfin contribution aux poinçonnages. Elle est abrogée à compter du 1er janvier 2019.

## Historique

### Les débuts de la garantie
Afin d'éviter les abus liés à l'utilisation de métaux précieux, Étienne Boileau, prévôt de Paris sous Louis IX, procède en 1260 à la réglementation des corporations des métiers d'art. La charte parisienne des Orfèvres impose alors de garantir le titre des ouvrages. En 1272, les poinçons des maisons communes d'orfèvres commencent à apparaître. En 1275, Philippe III le Hardi ordonne que chaque communauté d'orfèvres (jurande en maison commune) marque par un poinçon propre les ouvrages en argent. Philippe IV le Bel étend en 1313 cet usage aux ouvrages faits d'or.
La définition des poinçons de maître (par Jean II le Bon en 1355 ou Charles V en 1378) impose à tout orfèvre d’apposer sur ses œuvres un poinçon spécial représentant une fleur de lys couronnée, muni d'un symbole personnel (ses initiales et un « différent », symbole propre à chaque jurande). La jurande, représentée par un « juré-garde », doit alors garantir un titre à 11 deniers 12 grains avec tolérance (le « remède ») de 2 grains (5 pour les petits ouvrages) (soit 957 pour mille minimum, plus ou moins 7 ‰).
En 1460, il est demandé deux poinçons : celui de l'orfèvre et celui de la jurande a laquelle appartient l'orfèvre. Le 22 novembre 1506, Louis XII impose les modalités concernant l'essai d'argent, avec des tableaux officiels de mesure et de correction. Afin d'éviter les fraudes, François Ier impose par édit du 21 septembre 1543 un contre-poinçon à celui insculpé par le juré-garde de la maison commune.

### Droit de remède (1579)
Henri III impose en mars 1554 le titre auquel doivent travailler les orfèvres, confirmé à 11 deniers 12 grains pour Paris, mais avec des tolérances en fonction des provinces rattachées postérieurement à la couronne. Le vermeil est alors fait sur de l'argent à 10 deniers (833 ‰). Il crée également en 1579 le « droit de remède », une taxe sur les ouvrages précieux en or et argent destinée à harmoniser le prix des ouvrages avec le taux de la monnaie. Cet édit est révoqué par Louis XIV.

### Droit de marque et de contrôle (1674)
Colbert réforme ce dispositif en 1674 lors de sa réforme des impôts, en imposant le droit de marque et de contrôle par la Ferme générale. Les fermiers généraux dans chaque province et chaque ville sont alors chargés du contrôle des ouvrages en or et en argent.
On trouve alors sur chaque ouvrage quatre poinçons, : 
- le poinçon de maître, apposé par l'orfèvre sur la pièce ébauchée ;
- le poinçon de charge, poinçon fiscal apposé par les fermiers généraux et reconnaissant que l'orfèvre devra payer l'impôt ;
- le poinçon de jurande, apposé par le juré-garde de la maison commune des orfèvres, reconnaissant le titre de l'ouvrage en cours ;
- le poinçon de décharge, poinçon fiscal apposé par le fermier général sur la pièce terminée, et une fois l'impôt versé.

### Droit de garantie (1797)
L'abolition des privilèges lors de la nuit du 4 août 1789 abolit les privilèges des orfèvres, et, par truchement, celui de la garantie sur l'or et l'argent. Cette disposition est renforcée par la loi Le Chapelier du 2 mars 1791, qui interdit les associations professionnelle et permet la liberté du travail. En avril 1791, les impôts indirects sont supprimés. Il n'y a plus de perception sur les ouvrages en métaux précieux : les fraudes aux métaux sont alors nombreuses et l'absence de recettes par les impôts se fait alors sentir.
La loi relative à la surveillance du titre et à la perception des droits de garantie des matières et ouvrages d'or et d'argent du 19 Brumaire an VI (9 novembre 1797) remet en place le système de garantie, de titres et de perceptions. Cette loi est la base des dispositions ayant actuellement cours en France et à Monaco. Des fonctionnaires sont chargés d'essayer les ouvrages présentées et d'y apposer le poinçon de garantie (poinçon de l'État et poinçon de valeur du titre). À la suite de la promulgation de la loi, une recense générale a lieu : les poinçons antérieurs sont annulés, et la Garantie vérifie alors gratuitement les ouvrages déjà poinçonnés et y appose un poinçon de « recence » spécifique (profil portant un bonnet phrygien).

### Droit spécifique (1994)
La réforme de 1994 remplace le droit de garantie par un droit spécifique sur les ouvrages en métaux précieux dont le fait générateur est la mise sur le marché des ouvrages. Il est également mis un terme au monopole des bureaux de garantie. Une entreprise privée domicilié en France peut être habilitée à apposer elle-même un poinçon de titre, à condition de respecter un cahier des charges précis. Les fabricants utilisent des poinçons de la garantie d'État fabriqués par la direction des monnaies et médailles,.
Le bilan est fait lors de l'examen de la loi de finances pour 2003. Seulement une quinzaine de conventions ont été signées. Gilles Carrez souligne « que le commencement de délégation avec la mise en œuvre de la garantie publique n'a pas fondamentalement modifié les pratiques de la profession qui recourt de manière préférentielle aux bureaux de garantie, les services des organismes de contrôles agréés étant payants, à la différence de ceux des bureaux de garantie ».

### Contribution aux poinçonnages (2004)
La loi de finances rectificative pour 2003, réforme la contribution aux poinçonnages dont le fait générateur est dorénavant l'apposition du poinçon sur les ouvrages par les bureaux de garantie. Et poursuit la délégation de la garantie à des opérateurs privés, sous le contrôle de l'État. Pour le secrétaire général du ministère des Finances, Philippe Parini, la garantie des métaux précieux « n'ont plus vocation à figurer parmi les missions régaliennes ».
En 2014, l'Inspection générale des finances (IGF) liste le prélèvement spécial parmi les 192 taxes à faible rendement et préconise sa suppression.
Valérie Rabault, rapporteure générale au nom de la commission des finances à l'assemblée nationale propose un amendement pour abroger la contribution lors de l'examen du projet de loi de finances pour 2015. Adoptée en commission, sa suppression est finalement annulée à la demande de Christian Eckert, secrétaire d'État du Budget au motif que la suppression poserait pour les douanes des difficultés liées à l'enregistrement des produits concernés.
Nouvelle tentative lors du projet de loi de finances pour 2016. Lionel Tardy dépose un amendement visant à supprimer la taxe. Valérie Roubault donne un avis défavorable en raison des craintes des douanes :

« l'administration des douanes craint d'avoir à effectuer elle-même le poinçonnage des métaux précieux, gratuitement, alors que les personnes voulant faire poinçonner leurs métaux peuvent contacter un agent privé qui procède à l'opération moyennant une rémunération. Face à la crainte d’'un afflux de demandes de poinçonnage à titre gratuit, cette taxe à 700 000 euros joue donc un rôle dissuasif. »

Nouvelle tentative lors du projet de loi de finances pour 2017. Lionel Tardy se heurte au même refus de la part du gouvernement.
Nouvelle et dernière tentative lors du projet de loi de finances pour 2019. Au tour du gouvernement d'inscrire l'abrogation de la taxe sur les poinçonnages dans le projet de loi. Le Parlement suit l'avis du gouvernement et abroge la taxe par l'article 26 de la loi n° 2018-1317 du 28 décembre 2018. La suppression prend effet le 1er janvier 2019. Les coûts de collecte de la taxe seraient élevés et même supérieurs à son rendement,. S'opposant à sa suppression, la sénatrice Françoise Laborde déclare que:

« la suppression de cette taxe entraînera la perte du contact entre les professionnels et l'administration des douanes, seule à même d'assurer le contrôle et la traçabilité des objets en métaux précieux. Le maintien de cette taxe se justifie donc pour des raisons de sécurité, et non des questions de rendement fiscal. »

## Caractéristiques

### Redevables
Les professionnels de la bijouterie sont soumis à une réglementation permettant de garantir les métaux précieux et leur provenance, au moyen du poinçonnage. Chaque ouvrage en or, argent ou platine doit être marqué de deux poinçons : celui du fabricant ou de l'importateur et celui du titre de l'ouvrage (poinçon de garantie).
Pour faire apposer un poinçon de garantie sur les ouvrages en métaux précieux, les professionnels de la bijouterie peuvent recourir aux services d'un bureau de garantie, d'un organisme de contrôle agréé, ou passer une convention avec l'administration afin d'apposer eux-mêmes ce poinçon.
Le recours aux bureaux de garantie nécessite de s'acquitter d'une contribution codifiée à l'article 527 du code général des impôts, introduit par l'article 35 de la loi no 2003-1312 du 30 décembre 2003 de finances rectificative pour 2003. La contribution est fixée à 8 € en métropole et 4 € dans les départements d'outre-mer par ouvrage marqué en or et en platine et à 4 € en métropole et 2 € dans les départements d'outre-mer par ouvrage marqué en argent.

### Bénéficiaire
Le recouvrement et le contrôle de la taxe sont assurés par les services de la Direction générale des Douanes et Droits indirects (DGDDI).
Les sommes collectées sont versées au budget général de l'État.

### Produit
En 1993, le droit de garantie rapportait 140 millions de francs. Entre 1997 et 2002, le produit du droit spécifique est compris entre 25 et 30 millions d'euros. La libéralisation de la garantie fait chuter le produit de la contribution aux poinçonnages à 0,7 million d'euros en 2012.